# Amrichshausen
Amrichshausen is een plaats in de Duitse gemeente Künzelsau, deelstaat Baden-Württemberg, en telt 576 inwoners (2006).

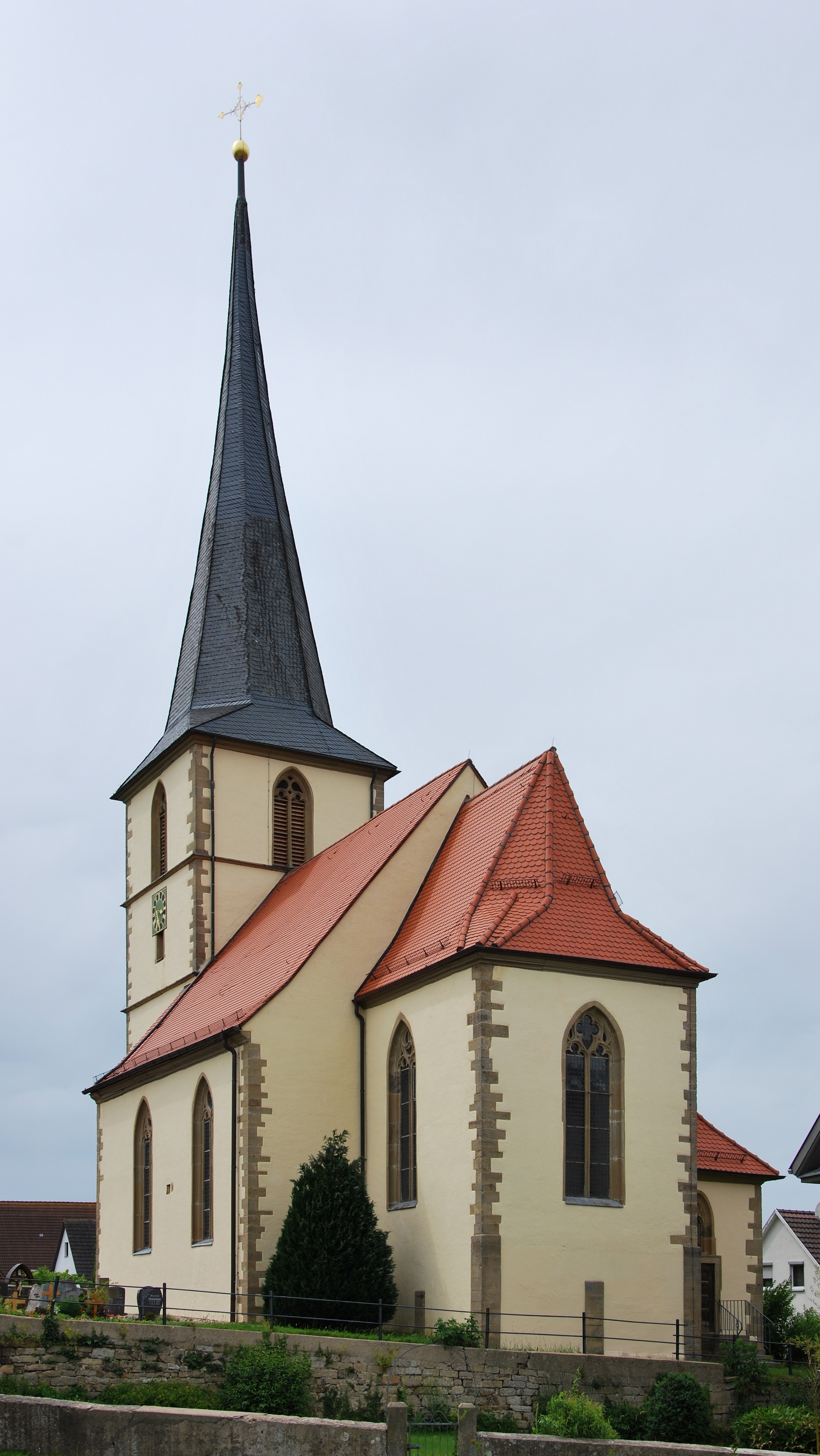
Kerk